# L. A. Morse
Pour les articles homonymes, voir Morse.
L. A. Morse, nom de plume de Larry Alan Morse, né le 30 juillet 1945 à Fort Wayne, en Indiana, aux États-Unis, est un écrivain naturalisé canadien, auteur de roman policier.

## Biographie
Il fait des études à l'université de Californie à Berkeley, puis à l'université de San Francisco où il obtient une maîtrise de Lettres en 1968. La même année, engagé dans le mouvement contre la guerre du Viêt Nam, il s'exile pour Toronto et se fait naturaliser canadien. Dans les années 1970, il travaille pour la télévision et pour l'université de Toronto. 
En 1979, il publie son premier roman, The Flesh Eaters. Il s'inspire de l'histoire de Sawney Bean, chef de clan d'une famille d'anthropophages écossaise au XVIe siècle. En 1981, il fait paraître Vive les viocs ! (The Old Dick), avec lequel il remporte le prix Edgar-Allan-Poe 1982 du meilleur livre de poche original. Pour Claude Mesplède et Jean-Jacques Schleret, ce roman est « très réussi et franchement drôle ».
Il travaille ensuite comme artiste visuel et sculpteur.

## Œuvre

### Romans signés L.A. Morse

#### SérieSam Hunter
- The Big Enchilada (1982)
- Sleaze (1985)

#### Autres romans
- The Flesh Eaters (1979)
- The Old Dick (1981) Publié en français sous le titre Vive les viocs !, Paris, Éditions Gallimard, coll. « Série noire » no 1860 (1982)  (ISBN 2-07-048860-8)

### Romans signés Runa Fairleigh
- An Old-Fashioned Mystery (1983)

### Autres ouvrages
- Who Did It?: A Crime Reader for Students of English (1981)
- Video Trash & Treasures: A Field Guide to the Video Unknown
- Video Trash and Treasures II: Cheesy Trash and Classic Sleaze-Psychos, Loose Women, Fast Cars, Aliens-The Very Best
- An Old-Fashioned Mystery

## Adaptations

### À la télévision
- 1985 : Yokohama monogatari, téléfilm japonais réalisé par Kōyū Ohara, adaptation de The Old Dick
- 1989 : Jake Spanner, Private Eye, téléfilm américain réalisé par Lee H. Katzin, adaptation de The Old Dick

## Prix et distinctions
- Prix Edgar-Allan-Poe 1982 du meilleur livre de poche original pour Vive les viocs ! (The Old Dick)

## Sources
: document utilisé comme source pour la rédaction de cet article.
Claude Mesplède et Jean-Jacques Schleret, Les Auteurs de la Série noire p. 346-347, Joseph K. (1996)  (ISBN 9-782-91068611-6)